# Проспери (Терамо)
Проспери (итал. Prosperi) је насеље у Италији у округу Терамо, региону Абруцо.
Према процени из 2011. у насељу је живело 107 становника. Насеље се налази на надморској висини од 206 м.